# بروس هاريل
بروس هاريل هو سياسي أمريكي، ولد في 10 أكتوبر 1958 في سياتل في الولايات المتحدة.